# فرودگاه شهرستان ساسکس
فرودگاه شهرستان ساسکس  (به انگلیسی: Sussex County Airport) یک فرودگاه با کد یاتا GED است که یک باند فرود آسفالت دارد و طول باند آن ۱۵۲۴ متر است. این فرودگاه در کشور ایالات متحده آمریکا قرار دارد.